# Іцукусіма (загороджувач)
«Іцукусіма» (яп. 厳島, Itsukushima) — великий мінний загороджувач Імперського флоту Японії, який взяв участь у Другій світовій війні.

## Історія створення
«Іцукусіма» був закладений 2 лютого 1928 року на верфі «Uraga Dock». Спущений на воду 22 травня 1929 року, вступив у стрій 26 грудня того ж року. Він був єдиним представником мінних загороджувачі типу «Іцукусіма». Також він став першим великим кораблем японського ВМФ, що мав силову установку виключно з дизелів.

## Історія служби
Після спорудження «Іцукусіма» був приписаний до мінної школи як навчальний корабель.
25 вересня 1935-го під час великих флотських маневрів загороджувач унаслідок тайфуну отримав пошкодження силового набору корпусу, достатньо серйозні щоб розглядати варіант списання корабля. Втім, у підсумку «Іцукусіма» відправили на ремонт, який він проходив по травень 1936-го.
У 1937 – 1938 роках під час Другої японо-китайської війни корабель кілька разів виходив на патрулювання біля китайського узбережжя, після чого був зарахований до резерву.
В листопаді 1940-го «Іцукусіма» зарахували до 17-го дивізіону мінних загороджувачів.
29 листопада – 5 грудня 194-го загороджувач прослідував з Японії на Палау (важлива база на заході Каролінських островів), а 8 грудня вийшов звідси під охороною есмінців «Куросіо» та «Оясіо». 10 – 11 грудня, напередодні висадки першого допоміжного десанту на сході острова Лусон, «Іцукусіма» вистави 300 мін в протоці Сан-Бернардіно, яка веде із внутрішніх портів Філіппін до Філіппінського моря. Американський підводний човен S-39 спробував атакувати «Іцукусіма», проте був відігнаний есмінцями охорони. 14 грудня загороджувач повернувся на Палау.
1 січня 1942-го «Іцукусіма» прибув до порту Давао на південному узбережжі острова Мінданао (тут японський десант висадився ще в останній декаді грудня). В цей період загороджувач призначили флагманським кораблем Другої військово-морської бази (2 Base Force), сили якої найближчим часом були задіяні у захопленні центрів нафтовидобувної промисловості на сході Борнео в Таракані (тут японський десант висадився 11 січня) та Балікпапані. Відомо, що в останньому випадку конвой з військами рушив з Таракану 21 січня, проте «Іцукусіма» послідував за ним лише в день висадки 24 січня та досягнув Балікпапану 26 січня. 1 березня 1942-го японці висадились на сході Яви в районі Крагану, а 3 березня сюди прибув «Іцукусіма».
З 10 квітня 1942-го загороджувач підпорядкували Другому Південному експедиційному флоту, що відповідав за контроль над окупованими територіями Нідерландської Ост-Індії. Протягом наступних десяти місяців «Іцукусіма» ніс службу на сході зазначеного регіону, де, зокрема, відвідував Амбон і Тернате (південна та північна частина Молуккського архіпелагу відповідно), Манокварі (японська база на Новій Гвінеї на північно-східному узбережжі півострова Чендравасіх), Бабо та Каймана (південно-західне узбережжя Нової Гвінеї), Купанг (острів Тимор).
19 грудня 1942-го «Іцукусіма» прибув до Манокварі, прийняв на борт війська та 25 – 26 грудня висадив їх у розташованому далі на схід порту Голландія (наразі Джаяпура), де японці облаштовували нову базу. 27 – 29 грудня корабель прослідував на Палау, звідки 30 грудня 1942 – 2 січня 1943 перевіз до Голландії ще один загін військовослужбовців.
20 – 28 січня 1943-го «Іцукусіма» прослідував з Голландії на Амбон, після чого 29 січня – 6 лютого здійснив проведення до Сурабаї (головна база та центр судноремонту на сході острова Ява) торпедного човна «Томодзуру», який був 6 січня пошкоджений ворожою авіацією та приведений 12 січня на Амбон на буксирі есмінця «Хацукарі». При цьому вже на підході до Сурабаї «Іцукусіма» був вимушений маневрувати для ухилення від торпед якогось підводного човна.
Невдовзі загороджувач отримав наказ узятись за мінні постановки у більш західному регіоні та 20 – 26 лютого 1943-го прослідував з Амбону до Сінгапуру. Це завдання тривало до 2 квітня, проте у підсумку «Іцукусіма» затримався у Сінгапуру до кінця жовтня, після чого повернувся на схід Нідерландської Ост-Індії.
З 30 листопада 1943-го загороджувач підпорядкували новоствореному Четвертому Південному експедиційному флоту, що відповідав за операції на заході Нової Гвінеї. В цей період «Іцукусіма» почали активно залучати до ескортування конвоїв, що ходили до чи з Амбону (в багатьох випадках загороджувач супроводжував їх лише на початковій або завершальній ділянці маршруту).
6 травня 1944-го «Іцукусіма» слідував через море Сулавесі у супроводі торпедного човна, коли по ньому випустив чотири торпеди американський підводний човен USS Bonefish. Втім, жодна з них не потрапила ціль.
Наприкінці травня 1944-го союзники висалились на острові Біак біля північного узбережжя Нової Гвінеї (між Голландією та Манокварі). В цих умовах «Іцукусіма» залучили до операції з доставки підкріпдень на Біак, для чого він 2 червня вийшов з порту Замбоанга (західне завершення Мінданао), маючи на борту 800 військовослужбовців. Втім, через високий ризик операцію призупинили. «Іцукусіма» кілька діб перебував біля острова Хальмахера (північна частина Молуккського архіпелагу), а 12 червня вийшов звідси до новогвінейського Соронгу (база на північно-західному узбережжі півострова Чендравасіх). У підсумку японське командування так і не наважилось відправити загороджувач у рейс до Біаку (вихід загону значно швидших есмінців завершився невдало) і 20 червня «Іцукусіма»  повернувся до острова Хальмахера, а 28 червня – 5 липня прослідував звідси до Сурабаї.
30 липня 1944-го загороджувач прові мінну постановку біля Амбону, після чого більше не повертався до цього району.
11 серпня 1944-го «Іцукусіма»  вийшов з Сурабаї під охороною тральщика W-8 і 17 серпня прибув в район Бітунга (північно-східне завершення Сулавесі, на березі протоки Лембех, що відділяє від Сулавесі невеличкий острів Лембех). 24 серпня американські літаки, що вилетіли з Біаку, атакували «Іцукусіма» в протоці Лембех. Одна зі скинутих бомб розірвалась неподалік від кормової частини корабля, почалось надходження води й «Іцукусіма» втратив хід. Того ж 24 серпня на допомогу «Іцукусімі» підійшов мінний загороджувач «Вакатака».
2 вересня 1944-го пошкоджений корабель все ще перебував у протоці Лембех, коли його удруге атакували американські бомбардувальники. На цей раз «Іцукусіма» збив 3 літака та уник додаткових пошкоджень. Тієї ж доби «Іцукусіма» у супроводі (або на буксирі) «Вакатака» полишив протоку і попрямував уздовж північного узбережжя Сулавесі. Пошкоджений корабель рухався повільно. 4 жовтня, коли загін тільки увійшов з півночі до Макассарської протоки, «Іцукусіма» поцілив бомбою одиночний літаючий човен «Каталіна». Загороджувач отримав додаткові пошкодження, було поранено біля 80 членів екіпажу. Втім, кораблі продовжили шлях та 11 жовтня досягнули Макассару (порт на Сулавесі в південній частині Макассарської протоки).
12 жовтня 1944-го почався останній етап переходу до Сурабаї. 17 жовтня в центральній частині Яванського моря по «Іцукусіма» та його буксирувальнику, що прямували під охороною мисливця за підводними човнами CH-26, випустив 5 торпед нідерландський підводний човен HNLMS Zwaardvisch. Одна торпеда потрапила у «Вакатака», проте не здетонувала, тоді як інша вразила «Іцукусіма» та потопила його.